# Campeonato Mineiro de Futebol de 2016 - Módulo I
O Campeonato Mineiro de Futebol de 2016 - Módulo I, por motivos de patrocínio Campeonato Apoio Mineiro 2016, foi a 102ª edição do campeonato estadual de Minas Gerais equivalente à elite. O torneio contará com a participação de 12 equipes, sendo que 2 (Atlético-MG e Cruzeiro  disputam a Campeonato Brasileiro de Futebol de 2016 - Série A,2 América Futebol Clube (Belo Horizonte) e Boa Esporte Clube do Série B e 2 Tupi Football Club e Tombense) a Série C do Campeonato Brasileiro.
O campeonato será marcado pelo retorno do Uberlândia desde o seu rebaixamento em 2010 e pela primeira participação na elite da equipe da cidade de Três Corações, o Tricordiano.
A partir do Ranking da CBF, será definida a quantidade de vagas para a Série D do mesmo ano, que serão ocupadas pelas equipes melhores posicionadas que não disputam nenhuma das demais séries do Brasileirão.

## Regulamento

### Primeira fase
O Módulo I foi disputado por doze clubes em turno único. Todos os times jogaram entre si uma única vez. Ao fim das onze rodadas, os quatro primeiros colocados, Cruzeiro, Atlético-MG, URT e América-MG, avançaram para a fase final, enquanto os dois últimos, Guarani-MG e Boa Esporte, foram rebaixados para o Módulo II de 2017.
O campeonato também indicará os representantes do estado de Minas Gerais para o Campeonato Brasileiro da Série D de 2016. Os três melhores times que não estejam disputando a Série A, a Série B ou a Série C ganharão as vagas, ou seja, seis equipes estarão disputando as três vagas no brasileiro da quarta divisão. Os três primeiros colocados na classificação geral disputarão a Copa do Brasil de 2017.

#### Critérios de desempate
Caso haja empate de pontos entre dois clubes, os critérios de desempates serão aplicados na seguinte ordem:
1. Número de vitórias
2. Saldo de gols
3. Gols marcados
4. Confronto direto
5. Número de cartões vermelhos
6. Número de cartões amarelos
7. Sorteio público na sede da FMF

### Fase final
Será disputado uma fase eliminatória (conhecido como "mata-mata", semifinais e final), com confrontos em ida e volta. O time de melhor campanha decide se terá o mando de campo no primeiro ou segundo jogo. O chaveamento é dado da seguinte forma: 1° melhor colocado x 4° melhor colocado e 2° melhor colocado x 3° melhor colocado.

#### Critérios de desempate
1. Saldo de gols
2. Desempenho na primeira fase

## Participantes
| Equipe                             | Cidade          | Em 2015 | Estádio             | Capacidade | Títulos             |
| ---------------------------------- | --------------- | ------- | ------------------- | ---------- | ------------------- |
| América Futebol Clube              | Belo Horizonte  | 5º      | Independência       | 23.018     | 15 (último em 2001) |
| Clube Atlético Mineiro             | Belo Horizonte  | 1º      | Independência       | 23.018     | 43 (último em 2015) |
| Boa Esporte Clube                  | Varginha        | 7º      | Melão               | 15.471     | 0                   |
| Associação Atlética Caldense       | Poços de Caldas | 2º      | Ronaldão            | 7.600      | 1 (2002)            |
| Cruzeiro Esporte Clube             | Belo Horizonte  | 3º      | Mineirão            | 61.846     | 37 (último em 2014) |
| Guarani Esporte Clube              | Divinópolis     | 10º     | Farião              | 4.181      | 0                   |
| Tombense Futebol Clube             | Tombos          | 4º      | Almeidão            | 3.050      | 0                   |
| Clube Atlético Tricordiano         | Três Corações   | 2° (II) | Estádio Elias Arbex | 5.000      | 0                   |
| Tupi Football Club                 | Juiz de Fora    | 9º      | Mario Helênio       | 31.863     | 0                   |
| Uberlândia Esporte Clube           | Uberlândia      | 1º (II) | Parque do Sabiá     | 53.350     | 0                   |
| União Recreativa dos Trabalhadores | Patos de Minas  | 8º      | Zama Maciel         | 4.858      | 0                   |
| Villa Nova Atlético Clube          | Nova Lima       | 6º      | Castor Cifuentes    | 5.160      | 5 (último em 1951)  |

## Estádios
| Atlético Mineiro   | Tupi | Tricordiano | Uberlândia         |
| ------------------ | --- | --- | ------------------ |
| Independência      | Mario Helênio | Estádio Elias Arbex | Parque do Sabiá    |
| Capacidade: 23 018 | Capacidade: 31 863 | Capacidade: 5 000 | Capacidade: 53 350 |
|                    | | |                    |
| Cruzeiro           | Boa Caldense Guarani Belo Horizonte Tombense Tupi Tricordiano Villa Nova URT Uberlândia Equipes de Belo Horizonte: América Atlético CruzeiroLocalização dos times no estado. | Boa Caldense Guarani Belo Horizonte Tombense Tupi Tricordiano Villa Nova URT Uberlândia Equipes de Belo Horizonte: América Atlético CruzeiroLocalização dos times no estado. | América Mineiro    |
| Estádio Mineirão   | Boa Caldense Guarani Belo Horizonte Tombense Tupi Tricordiano Villa Nova URT Uberlândia Equipes de Belo Horizonte: América Atlético CruzeiroLocalização dos times no estado. | Boa Caldense Guarani Belo Horizonte Tombense Tupi Tricordiano Villa Nova URT Uberlândia Equipes de Belo Horizonte: América Atlético CruzeiroLocalização dos times no estado. | Independência      |
| Capacidade: 61 846 | Boa Caldense Guarani Belo Horizonte Tombense Tupi Tricordiano Villa Nova URT Uberlândia Equipes de Belo Horizonte: América Atlético CruzeiroLocalização dos times no estado. | Boa Caldense Guarani Belo Horizonte Tombense Tupi Tricordiano Villa Nova URT Uberlândia Equipes de Belo Horizonte: América Atlético CruzeiroLocalização dos times no estado. | Capacidade: 23 018 |
|                    | Boa Caldense Guarani Belo Horizonte Tombense Tupi Tricordiano Villa Nova URT Uberlândia Equipes de Belo Horizonte: América Atlético CruzeiroLocalização dos times no estado. | Boa Caldense Guarani Belo Horizonte Tombense Tupi Tricordiano Villa Nova URT Uberlândia Equipes de Belo Horizonte: América Atlético CruzeiroLocalização dos times no estado. |                    |
| Boa                | Boa Caldense Guarani Belo Horizonte Tombense Tupi Tricordiano Villa Nova URT Uberlândia Equipes de Belo Horizonte: América Atlético CruzeiroLocalização dos times no estado. | Boa Caldense Guarani Belo Horizonte Tombense Tupi Tricordiano Villa Nova URT Uberlândia Equipes de Belo Horizonte: América Atlético CruzeiroLocalização dos times no estado. | URT                |
| Melão              | Boa Caldense Guarani Belo Horizonte Tombense Tupi Tricordiano Villa Nova URT Uberlândia Equipes de Belo Horizonte: América Atlético CruzeiroLocalização dos times no estado. | Boa Caldense Guarani Belo Horizonte Tombense Tupi Tricordiano Villa Nova URT Uberlândia Equipes de Belo Horizonte: América Atlético CruzeiroLocalização dos times no estado. | Arena DanBred      |
| Capacidade: 15 471 | Boa Caldense Guarani Belo Horizonte Tombense Tupi Tricordiano Villa Nova URT Uberlândia Equipes de Belo Horizonte: América Atlético CruzeiroLocalização dos times no estado. | Boa Caldense Guarani Belo Horizonte Tombense Tupi Tricordiano Villa Nova URT Uberlândia Equipes de Belo Horizonte: América Atlético CruzeiroLocalização dos times no estado. | Capacidade: 4 858  |
|                    | Boa Caldense Guarani Belo Horizonte Tombense Tupi Tricordiano Villa Nova URT Uberlândia Equipes de Belo Horizonte: América Atlético CruzeiroLocalização dos times no estado. | Boa Caldense Guarani Belo Horizonte Tombense Tupi Tricordiano Villa Nova URT Uberlândia Equipes de Belo Horizonte: América Atlético CruzeiroLocalização dos times no estado. |                    |
| Guarani            | Tombense | Caldense | Villa Nova         |
| Farião             | Almeidão | Ronaldão | Castor Cifuentes   |
| Capacidade: 4 181  | Capacidade: 3 050 | Capacidade: 7 600 | Capacidade: 5 160  |
|                    | | |                    |

## Primeira fase
| Pos | Equipes          | Pts | J  | V | E | D | GP | GC | SG  | %  | DF      | Classificação ou rebaixamento    |
| --- | ---------------- | --- | -- | - | - | - | -- | -- | --- | -- | ------- | -------------------------------- |
| 1   | Cruzeiro         | 29  | 11 | 9 | 2 | 0 | 18 | 6  | 12  | 88 | Estável | Classificados à fase final       |
| 2   | Atlético Mineiro | 20  | 11 | 6 | 2 | 3 | 25 | 11 | 14  | 61 | Estável | Classificados à fase final       |
| 3   | URT              | 19  | 11 | 5 | 4 | 2 | 10 | 8  | 2   | 58 | Estável | Classificados à fase final       |
| 4   | América Mineiro  | 18  | 11 | 5 | 3 | 3 | 14 | 11 | 3   | 54 | Estável | Classificados à fase final       |
| 5   | Caldense         | 14  | 11 | 4 | 2 | 5 | 12 | 12 | 0   | 42 | 1       |                                  |
| 6   | Villa Nova       | 14  | 11 | 4 | 2 | 5 | 15 | 18 | –3  | 42 | 1       |                                  |
| 7   | Tricordiano      | 13  | 11 | 4 | 1 | 6 | 13 | 14 | –1  | 39 | 2       |                                  |
| 8   | Tombense         | 13  | 11 | 4 | 1 | 6 | 14 | 18 | –4  | 39 | 2       |                                  |
| 9   | Tupi             | 13  | 11 | 4 | 1 | 6 | 9  | 13 | –4  | 39 | 1       |                                  |
| 10  | Uberlândia       | 12  | 11 | 4 | 0 | 7 | 7  | 11 | –4  | 36 | 3       |                                  |
| 11  | Guarani-MG       | 12  | 11 | 3 | 3 | 5 | 11 | 16 | –5  | 36 | 1       | Rebaixados para o Módulo II 2017 |
| 12  | Boa Esporte      | 10  | 11 | 3 | 1 | 7 | 12 | 22 | –10 | 30 | 1       | Rebaixados para o Módulo II 2017 |

## Fase Final
Em itálico, as equipes que jogarão pelo empate no resultado agregado, por ter melhor campanha na fase de grupos.
|  | Semifinais       | Semifinais       | Semifinais | Semifinais |   |                 | Final | Final | Final | Final |
|  |                  |                  |            |            |   |                 |       |       |       |       |
|  | América Mineiro  | 2                | 0          | 2          |   |                 |       |       |       |       |
|  | Cruzeiro         | 0                | 0          | 0          |   |                 |       |       |       |       |
|  | Cruzeiro         | 0                | 0          | 0          |   | América Mineiro | 2     | 1     | 3     |       |
|  |                  |                  |            |            |   | América Mineiro | 2     | 1     | 3     |       |
|  |                  | Atlético Mineiro | 1          | 1          | 2 |                 |       |       |       |       |
|  | URT              | Atlético Mineiro | 1          | 1          | 2 | 2               | 0     | 2     |       |       |
|  | URT              |                  |            |            |   | 2               | 0     | 2     |       |       |
|  | Atlético Mineiro | 2                | 2          | 4          |   |                 |       |       |       |       |

## Premiação
| Campeonato Mineiro de 2016            |
| Belo Horizonte                        |
| ------------------------------------- |
| América Mineiro Campeão (16.º título) |

| Campeonato Mineiro do Interior de 2016 |
| Patos de Minas                         |
| -------------------------------------- |
| URT Campeão (1.º título)               |

## Classificação Geral
Atualizado em 24 de abril
Notas
- CBR^  O Atlético se classificou para a Copa Libertadores de 2017 e com isso garantiu uma vaga nas oitavas de finais da Copa do Brasil de 2017. Sua vaga na primeira fase foi repassada ao Caldense.

## Público

### Média como mandante
Última atualização: 8 de maio de 2016
| Pos. | Time             | Média  | Mandos | Maior  | Menor |
| ---- | ---------------- | ------ | ------ | ------ | ----- |
| 1    | Atlético Mineiro | 17.306 | 7      | 46.415 | 7.480 |
| 2    | Cruzeiro         | 15.398 | 7      | 35.214 | 7.688 |
| 3    | Uberlândia       | 8.574  | 5      | 14.673 | 4.393 |
| 4    | Villa Nova       | 4.508  | 5      | 17.019 | 372   |
| 5    | América Mineiro  | 3.157  | 7      | 7.188  | 1.128 |
| 6    | URT              | 2.477  | 7      | 6.046  | 1.098 |
| 7    | Guarani-MG       | 2.072  | 6      | 4.038  | 1.062 |
| 8    | Tupi             | 1.987  | 5      | 5.296  | 960   |
| 9    | Boa Esporte      | 1.794  | 6      | 4.302  | 644   |
| 10   | Tricordiano      | 1.548  | 5      | 2.920  | 257   |
| 11   | Caldense         | 1.210  | 5      | 2.226  | 519   |
| 12   | Tombense         | 1.003  | 6      | 3.013  | 428   |

Fonte: Boletins FMF

### Maiores públicos
Esses são os dez maiores públicos do Campeonato:
- PP. ^ Considera-se apenas o público pagante

## Artilharia
Atualizado em 24 de abril
9 gols (1)
- Robinho (Atlético Mineiro)

6 gols (1)
- Mancini (Villa Nova)

5 gols (2)
- Lucas Pratto (Atlético Mineiro)
- Osman (América Mineiro)

4 gols (3)
| - Ewerton Maradona (Caldense) - Rafamar (Caldense) - Fábio Júnior (Villa Nova) |

3 gols (9)
| - Luan (Atlético Mineiro) - Victor Rangel (América Mineiro) - Alisson (Cruzeiro) - Rafael Silva (Cruzeiro) - Carlos Magno (URT) | - Diogo Capela(Tricordiano) - Daniel Amorim (Tombense) - Hiroshi (Tupi) - Rubens (Tupi) |

2 gols (18)
| - Clayton (Atlético Mineiro) - Júnior Urso (Atlético Mineiro) - Leonardo Silva (Atlético Mineiro) - Bryan (América Mineiro) - Arrascaeta (Cruzeiro) - Bruno Rodrigo (Cruzeiro) - Douglas Coutinho (Cruzeiro) - Tiago Azulão (Caldense) - Soares (Villa Nova) | - Juninho (Tricordiano) - Leandro Love (Tricordiano) - Paulo Otávio (Tombense) - Doriva (Tombense) - Michel Henrique (Tupi) - Felipe Cordeiro (Guarani-MG) - Marcus Vinicius (Guarani-MG) - Rafael Vitor (Boa Esporte) - Silas (Boa Esporte) |

1 gol (68)
| - Cazares (Atlético Mineiro) - Dodô (Atlético Mineiro) - Douglas Santos (Atlético Mineiro) - Eduardo (Atlético Mineiro) - Rafael Carioca (Atlético Mineiro) - Adalberto (América Mineiro) - Bruno Sávio (América Mineiro) - Danilo Barcelos (América Mineiro) - Rafael Bastos (América Mineiro) - Tiago Luís (América Mineiro) - Tony (América Mineiro) - Allano (Cruzeiro) - Ariel Cabral (Cruzeiro) - Élber (Cruzeiro) - Lucas Romero (Cruzeiro) - Manoel (Cruzeiro) - Sánchez Miño (Cruzeiro) - Alex Murici (URT) - Alexsandro (URT) - Fábio Alves (URT) - Jonathan Balotelli(URT) - Marcos Antônio (URT) - Nádson (URT) - Rafael Magalhães (URT) - Ramos (URT) - Rodrigo Possebon (URT) - Marcelo Régis (Caldense) - Marcinho (Caldense) - Gabriel Santos (Villa Nova) - Roger Guerreiro (Villa Nova) - Arnold Meveng (Tricordiano) - Bruno Moreno (Tricordiano) - Léo Guerreiro (Tricordiano) - Marcinho (Tricordiano) | - Marquinhos (Tricordiano) - Caio (Tombense) - Conrado (Tombense) - Gelson (Tombense) - Marcelo Macedo (Tombense) - Rodney (Tombense) - Wangler (Tombense) - Wellington Carvalho (Tombense) - Thiaguinho (Tupi) - Caio Dantas (Uberlândia) - Lenilson (Uberlândia) - Marco Tiago (Uberlândia) - Magalhães (Uberlândia) - Mikael (Uberlândia) - Wellington Melo (Uberlândia) - Wendel Raul (Uberlândia) - Carlos Renato (Guarani-MG) - Jonathan(Guarani-MG) - Junior Barros (Guarani-MG) - Lula (Guarani-MG) - Marcel Simão (Guarani-MG) - Renan (Guarani-MG) - Romarinho (Guarani-MG) - Daniel Cruz (Boa Esporte) - Leonardo (Boa Esporte) - Renato (Boa Esporte) - Roberto Jacaré (Boa Esporte) - Rodrigo Mucuri (Boa Esporte) - Romario (Boa Esporte) - Thaciano (Boa Esporte) - Wallace (Boa Esporte) - Mauro Viana [contra] (URT) - Rafael Estevam [contra] (Caldense) - Rafael Morisco [contra] (Villa Nova) |